# Unreleased Art: Volume 9: At Donte’s, April 26, 1974
Unreleased Art: Volume 9: At Donte’s, April 26, 1974 ist ein posthumes Album des Altsaxophonisten Art Pepper mit Warne Marsh. Die am 26. April 1974 entstandenen Aufnahmen erschienen 2016 auf Widow’s Taste, dem Label seiner Witwe Laurie Pepper. Es war das neunte Album in einer Serie von Veröffentlichungen aus dem Nachlass mit dem Titel Unreleased Art.

## Hintergrund
Die Mitschnitte entstanden im Jazzclub Donte’s von Carey Leverette am Lankershim Boulevard in North Hollywood.  Am 26. April 1974 war Donte’s Schauplatz einer nächtlichen Jamsession der beiden Saxophonisten Art Pepperund Warne Marsh, die fast drei Stunden Musik umfasst. Pepper und Marsh hatten zu Beginn ihrer Karrieren mehrfach zusammengearbeitet, insbesondere bei zwei Hollywood-Sessions im Winter 1956. Pepper trat Marshs Quintett als Gast bei, der sich in den von Lennie Tristano beeinflussten Rahmen des Bandleaders einfügt, ohne seinen eigenen Cool-Sound einzuschränken. Fast zwei Jahrzehnte später hatten die Musikstile beider Männer eine Reihe von Veränderungen erfahren, obwohl der Einfluss von Tristano in Marshs Musik immer noch eine starke Unterströmung war. Peppers Leben hatte sich ausgedehnten Widrigkeiten mit mehreren Inhaftierungen, Heroinsucht und einer Litanei verbrannter persönlicher und beruflicher Existenzen angenähert, schrieb Derek Taylor. Marsh und Pepper würden sich fast ein Jahr später in einem anderen Club in Los Angeles wieder treffen, mit einer anderen Rhythmusgruppe.
Pepper kam zu dem Auftritt über seinen alten Freund Jack Sheldon, der mit ihm die Frontline auf der Trompete teilen sollte, mit einer neu zusammengestellten Rhythmusgruppe mit dem Pianisten Mark Levine, dem Bassisten John Heard und dem Schlagzeugers Lew Malin. Als Sheldon an dem fraglichen Tag krank wurde, zog Pepper den Saxophonisten Warne Marsh als geeigneten Ersatz hinzu. Die Set-Listen sind aufgrund der kurzfristigen Ersatzes mit Marsh mit bekannten Standards versehen.

## Titelliste
- Art Pepper & Warne Marsh – Unreleased Art: Volume 9 – At Donte’s, April 26, 1974 (Widow's Taste – APMCD16001)[2]

CD 1
1. All the Things You Are 	17:03
2. What’s New? 	11:51
3. Donna Lee 	12:40
4. Band Intros 	1:37
5. Walkin’ 	15:25

CD 2
1. Over the Rainbow 	9:19
2. Lover Come Back to Me 	12:21
3. Good Bait 	17:43
4. Here’s That Rainy Day 	8:34
5. Rhythm-A-Ning 	11:54

CD 3
1. Broadway 	14:27
2. Yardbird Suite 	14:22
3. ’Round Midnight 	9:50
4. Cherokee 	18:03
5. Good Night Comments 	0:31

## Rezeption
Nach Ansicht von C. Michael Bailey, der dem Album in All About Jazz 4½ (von fünf) Sterne verlieh, war das Programm für dieses Set größtenteils das von Pepper bestimmt. „What’s New“, „Here's That Rainy Day“, „Lover Come Back to Me“ und „Over the Rainbow“ wären Grundbestandteile von Peppers Balladendarbietungen gewesen, meinte der Autor, während „Donna Lee“, „Walkin’“, „Yardbird Suite“ und „Cherokee“ Peppers Weg zum Kochen waren Das Aufeinandertreffen der Ansätze bei der beiden Musiker werde am besten im Blues von „Walkin’“ und der pastoralen Ballade „’Round Midnight“ festgehalten. Peppers Soli seien „konzentrisch wie Licht, das von einem hellen Punkt in alle Richtungen ausgeht. Marshs Soli haben eine Vektorqualität, die in die eine und dann in die andere Richtung tendiert. Marshs Ansatz ist fast wissenschaftlich definiert, während Peppers empirisch erfahren ist.“
Derek Taylor schrieb in Dusted, der einleitende Streifzug durch Jerome Kerns Ballade „All the Things You Are“ lege das grundlegende Schema fest, das für die meisten Stücke der Session gelte, bei denen Pepper vor Munterkeit brenne und Choruse im zweistelligen Bereich spiele, während Marsh darauf „mit einer eher gemessenen und abgerundeten Abhandlung zum Thema“  folge. Heard und Malin halten sorgfältig die Zeit, während Levine kompetent dagegen antritt. Jeder Spieler warte geduldig auf seinen eigenen Solo-Platz. „Die unterschiedlichen Merkmale zwischen Marsh und Pepper in Sachen Temperament über die Lebensgeschichte bis hin zur Philosophie und darüber hinaus waren unzählig und offenkundig, aber die gemeinsame Sprache des Jazz war mehr als ausreichend, um als stabiles und wirksames Dichtungsmittel für ihren Erfolg als Tandem zu dienen.“